# フライ (釣り)

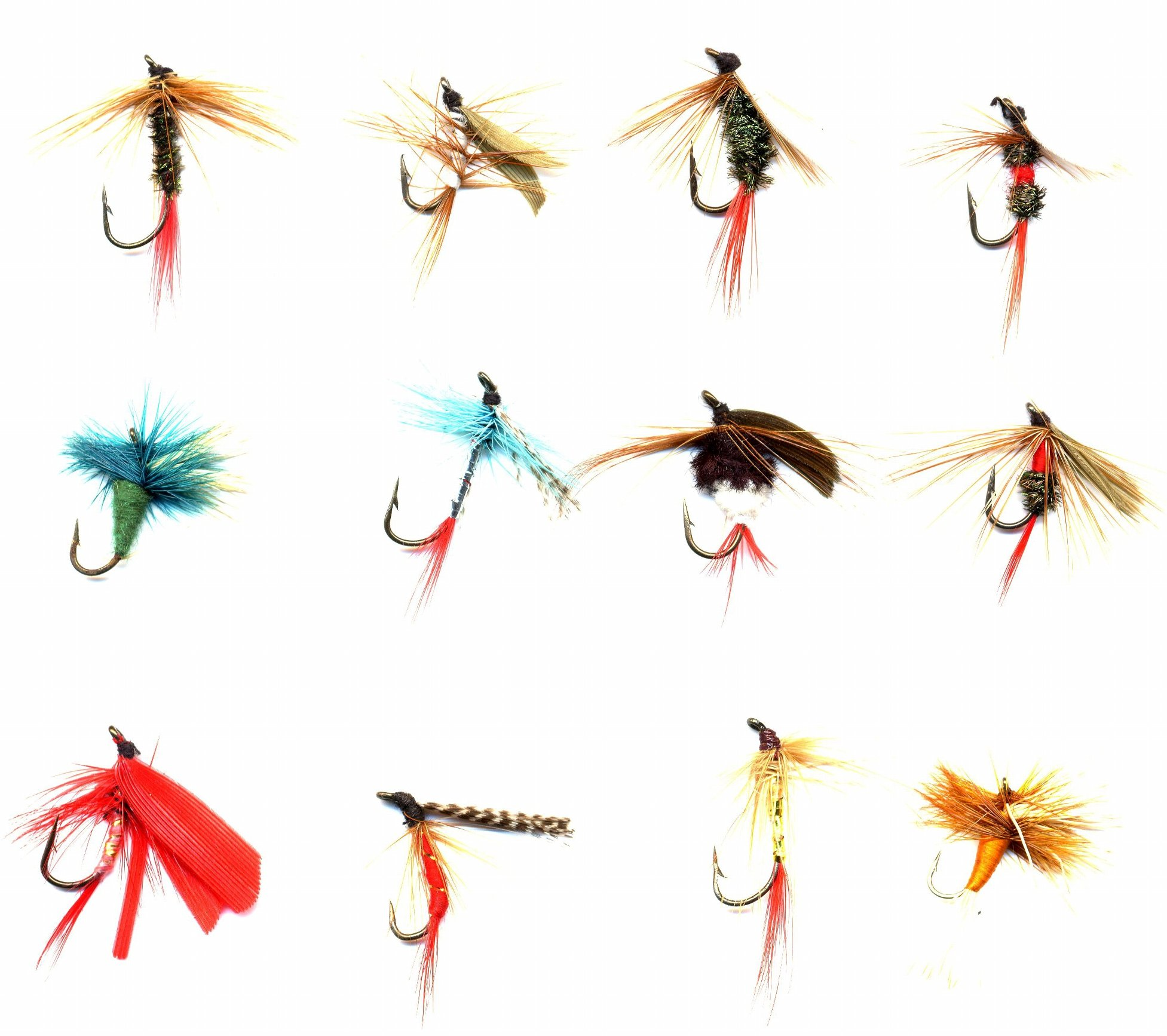
フライ

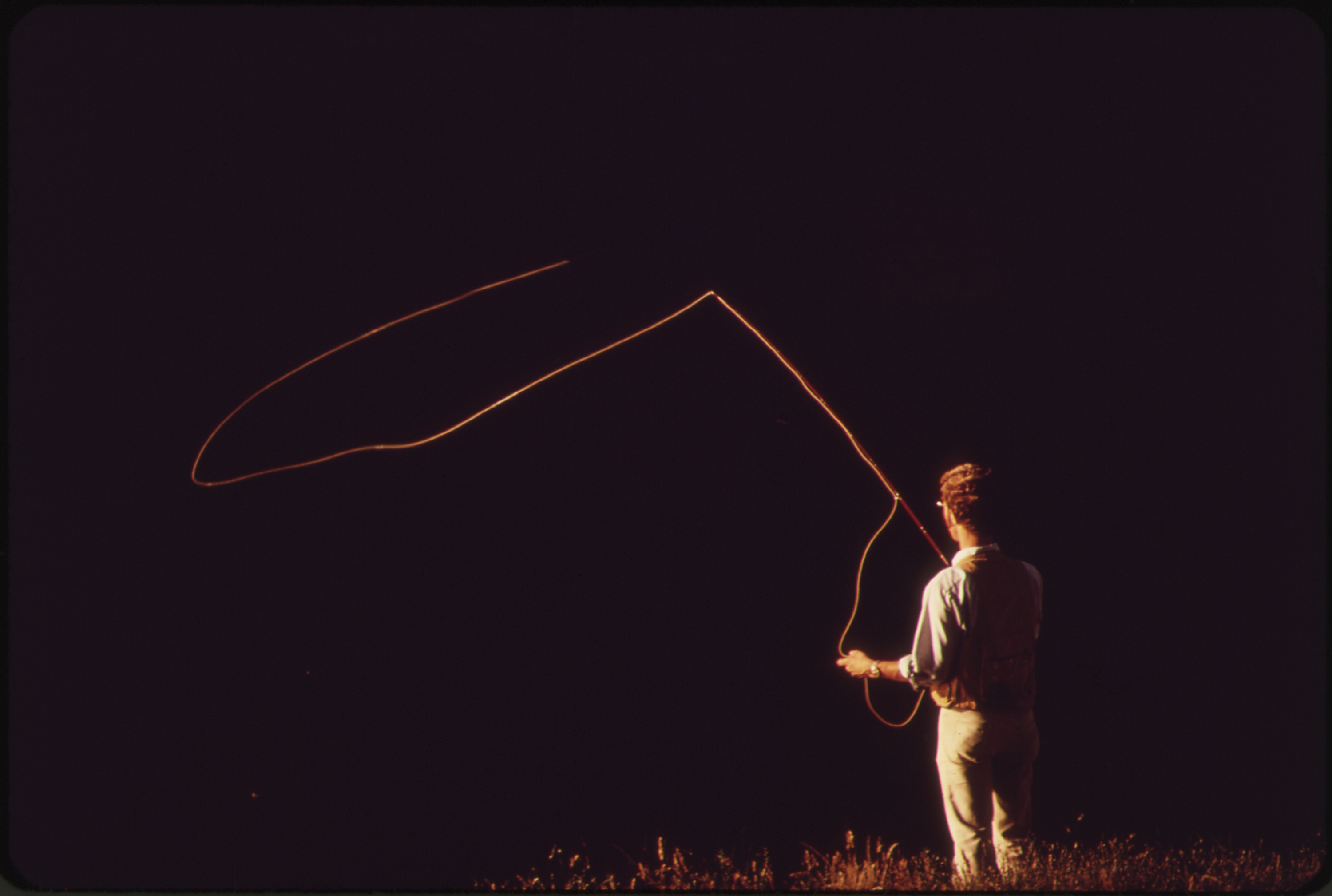
フライ釣りをする人。

フライ (fly, artificial fly) とは釣りに用いる疑似餌の一種、西洋の毛針のことであり、主としてフライフィッシングで使用されている。ニンフ (Nymph)とも呼ばれる。
フライは淡水魚や海水魚が捕食する可能性のあるあらゆる種類のものを表現するために作られた疑似餌であり、その対象は水生昆虫、陸生昆虫、甲殻類、蠕虫、小魚、植物、果肉、魚卵、小型爬虫類、両生類、哺乳類、鳥類などである。もともとのフライは様々な獣毛、羽根、スレッドと釣り針で作られていたが、現代のフライには天然および人工のまさしく多種の素材が使われている。20世紀中頃までの初期のフライフィッシングにおいては、効果的なフライ・パターンは killing flies と言われていた。19世紀中頃までには数千種類のフライ・パターンが考案されていたが、今日ではおそらく数えきれないほどの種類が存在している。
フライルアー (fly lure) は、餌を模倣すると言うより、むしろ好奇心を刺激するためにデザインされたフライを表現するイギリスでの用語である。
フライを製作すること、および、その方法をフライタイイングと言う。

## 歴史

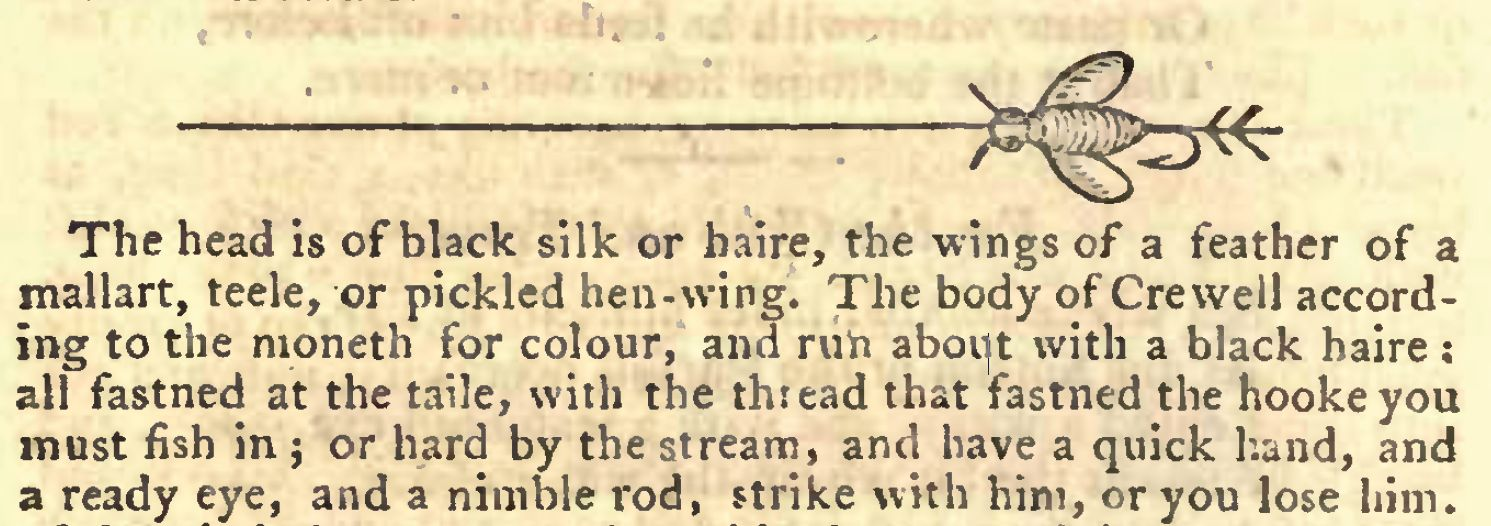
最古のものとして知られているフライのイラスト (John Denny's The Secrets of Angling (1652)),

フライおよびそれを使う釣りは太古より行われてきた。その知られている最初の文献は、西暦200年頃にアエリアン が書いたとされる博物誌であり、その中ではマケドニアのフライについて論じられていた。1496年には修道女ジュリアナ・バーナーズ の作とされている The Treatyse on Fysshynge with an Angle （The Boke of St. Albans 所収）が出版され、その本にはロッド、ライン、フックの作り方や時期に応じて使用する様々なフライの仕上げ方が含まれている。おそらく、Artificial fly という用語の初出はアイザック・ウォルトンの『釣魚大全』The Compleat Angler （1653年）である。

Oh my good Master, this morning walk has been spent to my great
pleasure and wonder: but I pray, when shall I have your direction how
to make Artificial flyes, like to those that the Trout loves best?

ああ師匠、今朝の散歩はとても愉快で驚くべきものでした。いつあなたからあのマスが大好きなフライの作り方を習えるのか、私は祈るよりほかにありません。

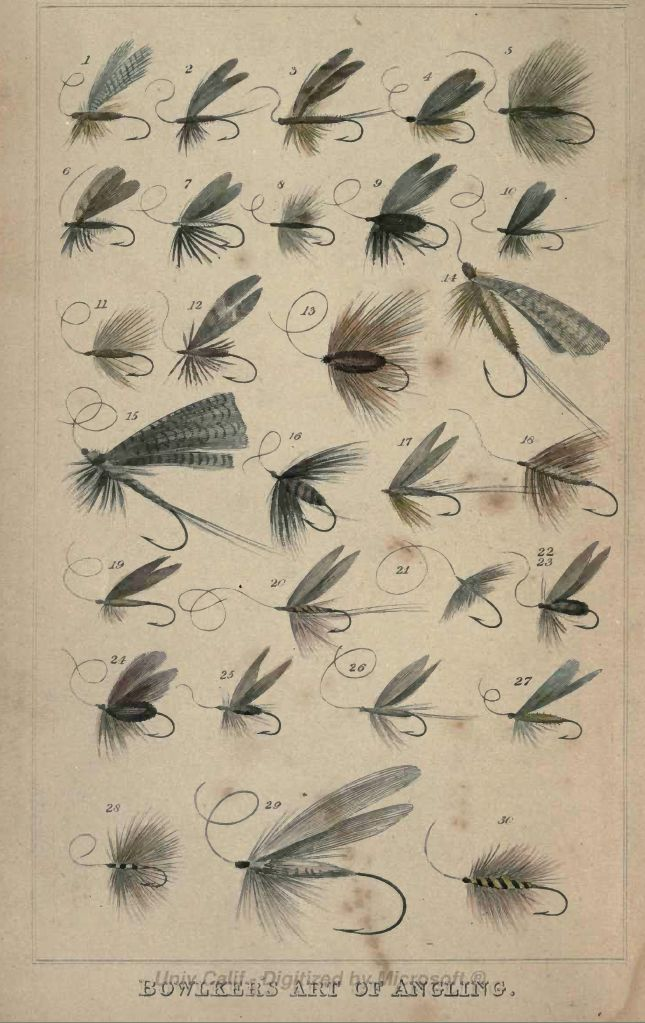
様々なフライが描かれた本の口絵 (Bowlker's Art of Angling (1854))

ウォルトンが『釣魚大全』を執筆していたちょうどその頃、ジョン・デニーは『釣りの神秘』The Secrets of Angling (1652) を出版した。それには最古のものとして知られているフライのイラストが含まれている。
1800年代初期までには、トーマス・ベストの『釣魚技術論』 A Concise Treatise on the Art of Angling (1807) からの次の典型的な引用とほぼ同じような釣りの文献において、フライフィッシャーによって使用されるすべての種類のフライに言及するために  Artificial fly という用語が日常的に使われていた。

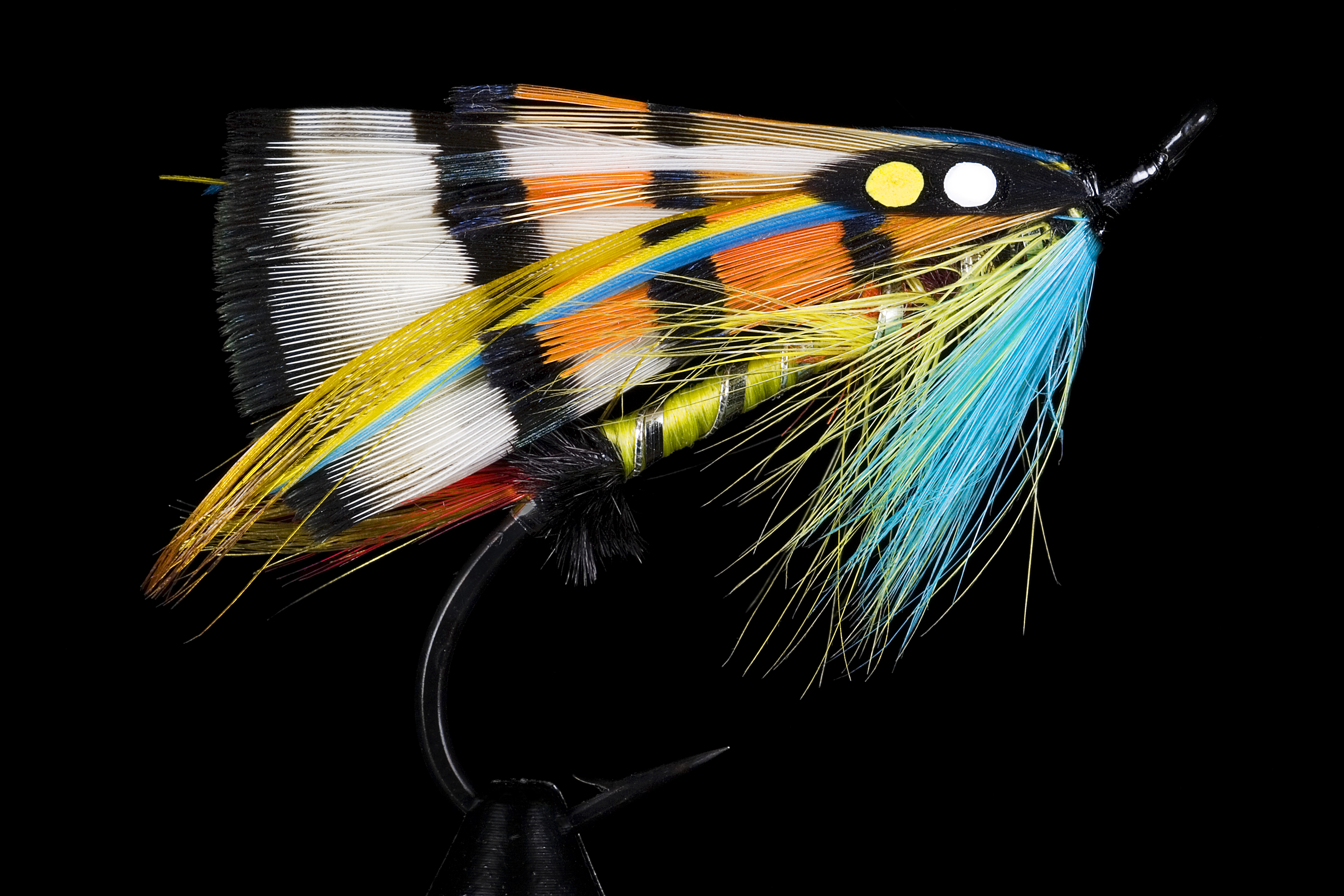
ダーラムレンジャーサーモンフライ

The art of artificial fly-fishing, certainly has the pre-eminence over the other various methods that are used to take fishes in the art of angling

フライフィッシングの技術は、釣りの技術として魚を獲るために使われる他の様々な方法より確実に卓越したものである。

フライ (fly) という用語は飛ぶ (flying) 昆虫を模倣した物を指すものであったが、1800年代中頃にはずっと広い範囲の模倣に対して用いられるようになった。

The term fly is applied by sea fishermen to a certain arrangement of feathers, wax, etc., which I am about to describe the manufacture of, and which may be used with considerable success in mackerel, basse, and pollack fishing. I am not disposed to think, however, that such baits are ever mistaken by the fish which they are intended to capture for flies; but the number used, the way in which they are mounted, viz., several on one trace, and the method of their progress through the water, rather leads me to the belief that they are mistaken for a number of small fry, and treated accordingly.

フライという用語は海釣り師たちによって、私がまさに説明しようとしている羽根やロウなどのある種の処理について用いられ、そしてそれはサバ・スズキ・ポラックなどの釣りにおいて注目に値する成果を伴って使われているのであろう。考える気はしないが、そのような餌はそれを捕らえようとしている魚にいつも間違えられている。しかし使っていくにつれて、捕食の仕方、つまり1回のトレースで数度フライを捕らえようとすることや水中での動き方から判断すると、むしろたくさんの小さな虫と間違えられてそれ相応に扱われているということを私に確信させる。

### イミテーション

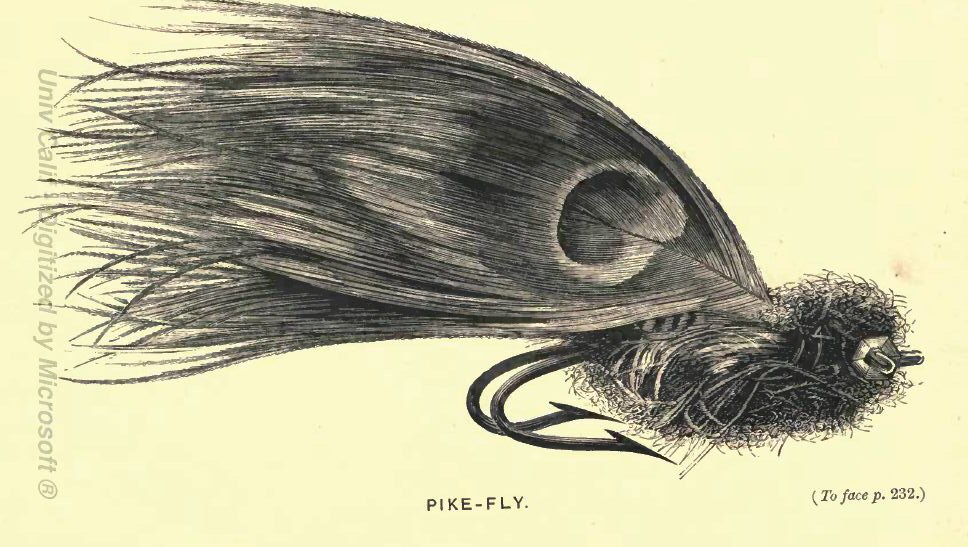
大型のパイクフライのイラスト（1865年）

フライフィッシングにおける重要な概念は、釣り人がフライを魚に見せた時に、それが魚の食べ物に似ている (imitate) ということである。例えばカゲロウ・トビケラ・カワゲラなどのような水生昆虫は、フライフィッシングの初期の発達期では似せて作られる主要な魚の食べ物であり、どのくらい似ている必要があるかということについて考え方の異なる流派が常にあった。 
1800年代の中頃から終盤では、少なくともマス釣り (Trout fishing)において、形を重視する formalists と色を重視する colourists という流派があった。今日では、どのような特定の食べ物に似ていないにも拘らず魚の当たりを呼び寄せることから、いくつかのフライが理論的には「アトラクター（・パターン）」と呼ばれている。しかしポール・シュレリーは、フライのデザインの模倣理論について多く書かれている American Fly Fishing - A History (1996) において、すべての成功しているフライ・パターンは魚にとって何らかの物を模倣しており、実際に完璧なイミテーションこそが魚の当たりを呼び寄せると説明している。現在のフライ・パターンはトラウト、サーモン、バス、パンフィッシュ (Panfish) 、パイクなどの魚種やソルトウォーター、トロピカルなどの分野といったあらゆる種類の対象について文書化されているので、それらの大部分は単に「イミテーション」「アトラクター」「その他」のように容易く分類できない。

### Artificial fly
歴史的背景に言及する場合を除くと、釣りやフライフィッシングの文献において Artificial fly という用語は今日ではたまにしか使われない。これは Fly という用語が Artificial fly の意味でフライフィッシャーに定着しているだけでなく、一般の釣り人にも同様に理解されている為である。

## フライの種類と実例
新しい考えと技法を解説し普及させたフライタイヤーや釣り用具の販売者らは、文献の著者としてこの200年の間にフライの種類をかなり発展させている。さらに加えて、フライフィッシングの人気が新しい外国産の対象魚へと世界的に広がるにつれて、新しいフライやその種類が生み出されるようになっている。これらの種類のいくつかには細分化された類型がたくさんあり、トラウトフライが際立っている。その上、どのような特定のパターンでも、分類の仕方しだいでは多種多様のものに当てはまってしまうだろう。説明に役立つ実例を伴った以下の種類は、次に挙げる大手のフライ販売業者の商品に由来している。
- オービス en:Orvis - アメリカのフライフィッシング用品小売業者（1856年創業）[12]
- Farlows of London - イギリスのフライフィッシング用品小売業者（1840年創業）[13]
- Umpqua Feather Merchants - アメリカのフライ製造卸売業者（1972年創業）[14]

| 種類 | 実例 |
| --- | --- |
| ドライフライ (Dry Fly) - ドライフライは浮力を持つように、或いは水面上に浮くように設計されている。これらのフライは水生昆虫や陸生昆虫の成虫の形状を表現しているのが特徴で、一般に淡水魚用のフライと看做されている。イマージャー (Emerger) は水面膜の中で漂うフライである。 | - The Adams - 代表的なドライフライ - Orange Stimulator - トビケラ又はバッタのイミテーション - Royal Wulff - 伝統的なアトラクター・パターン - Green Drake Dry Fly |
| ウエットフライ (Wet Fly) - ウエットフライは水面下に沈むように設計されている。これらのフライは幼虫、若虫、さなぎ、溺れた昆虫、小魚、その他の水中にある食べ物を表現するために幅広い種類のパターンが作られており、一般に淡水魚用のフライと看做されている。 | - Grizzly King - 伝統的なウエットフライ - A Woolly Worm wet fly - Partridge and Orange soft-hackle |
| ニンフ (Nymph) - ニンフは水生昆虫や小型の甲殻類の未成熟な形状に似せて設計されており、一般に淡水魚用のフライと看做されている。 | - Brook's Montana Stonefly nymph |
| イマージャー (Emerger) - イマージャーは成虫になるために水を離れようとしているときの完全に成熟していない羽化中の水生昆虫に似せて設計されており、一般に淡水魚用のトラウトフライと看做されている。 | |
| ストリーマー (Streamer) - ストリーマーは小魚或いはその他の大型水生動物などのある種の形状に似せて設計されている。これらのフライは淡水と海水の両方の生物種に基づいて形作られており、どのような種類のゲームフィッシュでもそのほとんどに対して効果的であることから、フライの種類としては非常に多種多様である。 | - Woolly Bugger - 万能のストリーマー・パターン - Mickey Finn - 伝統的なストリーマー・パターン - Clouser Deep Minnow - 淡水魚と海水魚の両方に使用される一般的なストリーマー・パターン - Black Conehead Egg Sucking Leech - Muddler Minnow - スカルピン（カサゴ目）のイミテーション - Schenk's White Minnow - 一般的なチャブ（コイ科）のイミテーション - Royal Coachman Bucktail |
| テレストリアル (Terrestrials) - テレストリアルは風に飛ばされたり水に落ちたりして魚が捕食できる状態になった水生昆虫以外の昆虫や甲殻類、蠕虫などの形状に似せて設計されている。 | - Dave's Hopper - 普通に見かけるバッタをイミテートしたテレストリアル・ドライフライ |
| バスアンドパンフィッシュフライ / - バグ / - ポッパー (Bass and Panfish Flies, Bugs and Poppers) - バスまたはパンフィッシュに用いられるフライ、バグ、ポッパーは一般に、オオクチバスやブルーギルのような温帯地域に棲息する魚種が捕食している水面及び水面下の昆虫、甲殻類、小魚などの形状に似せて設計されている。この種類のフライには魚に捕食される小動物、小鳥、両生類、爬虫類に似せたパターンも含まれることが通例である。 | - Classic Triumph Bass Fly - 19世紀のフライ |
| パイクアンドマスキーフライ (Pike and Musky Flies) - パイクアンドマスキーフライは一般に、ノーザンパイクやマスキーのようなカワカマス属の魚種が捕食している水面及び水面下の甲殻類、小魚などの形状に似せて設計されている。この種類のフライはバスフライよりも大型であり、魚に捕食される小魚、小動物、小鳥、両生類、爬虫類に似せたパターンも含まれることが通例である。                                                         | |
| カープフライ (Carp Flies) - カープフライは水中に落下した果実、種子、草花のようなコイ科の魚種が捕食するさまざまな植物由来の食べ物の形状に似せて設計されている。 | |
| サーモンフライ (Salmon Flies) - サーモンフライはアトランティックサーモンをフライで釣るために特別に製作された特殊な種類のフライである。これらのフライはルアーとして分類される可能性もあるが、恐らく実際にはボンバーのようなドライフライである。また、「古典」と「現代」が調和したフライ・パターンでもある。 | - Durham Ranger - 伝統的なサーモンフライ - Green Highlander - 伝統的なサーモンフライ |
| スティールヘッドアンドパシフィックサーモンフライ (Steelhead and Pacific Salmon Flies) - スティールヘッドアンドパシフィックサーモンフライは北米西部地域や五大湖流域でスティールヘッド（降海型のニジマス）やパシフィックサーモンを獲るために設計されたフライである。 | |
| エッグフライ (Egg Flies) - エッグフライは、川を流される他の魚の卵の形状に似せて設計されている。これらのフライはヨーロッパにおいては難色を示されており、フェアではないと看做されている。 | |
| フレッシュフライ (Flesh Flies) - フレッシュフライは川を流されるパシフィックサーモンの朽ちた身の形状に似せて設計されている。 | |
| ソルトウォーターフライ (Saltwater Flies) - ソルトウォーターフライは沿岸、沖合、河口などの海に棲む小魚や甲殻類、その他の海の食べ物など、様々なものの形状に似せて設計されたフライの種類である。これらのフライには一般に水面下で使用されるパターンと水面で使用されるパターンがある。 | - White Lefty's Deceiver - 小魚をイミテートした万能のソルトウォーターフライ - Gold bendback shrimp fly - Cockroach Deceiver (Lefty Kreh) |
| ボーンフィッシュフライ (Bonefish Flies) - ボーンフィッシュフライは浅瀬でボーンフィッシュを獲るために使用されるソルトウォーターフライの特殊な種類である。これらのフライは一般に小型のカニ、小エビ、その他の甲殻類に似ている。 | - Crazy Charlie - 一般的なボーンフィッシュフライ |
| ターポンフライ (Tarpon Flies) - ターポンフライは沿岸や沖合でターポンを獲るために使用されるソルトウォーターフライの特殊な種類である。これらのフライは一般に、ターポンによって普通に食べられている小魚を表現している。 | - Stu Apte - 伝統的なターポンフライ |
| ストライプドバスフライ (Striped Bass Flies) - ストライプドバスフライは淡水域と沿岸や沖合の海域でストライプドバスを獲るために使用されるフレッシュウォーター・ソルトウォーターフライの特殊な種類である。これらのフライは一般に、ストライプドバスによって普通に食べられている小魚を表現している。 | |

## 詳しく知りたい人のために
- Bowlker (1854). Art of Angling-Containing Directions for Fly-Fishing, Trolling, Making Artificial Flies, etc.. London
- Halford, Frederic M. (1886). Floating Flies and How to Dress Them. A Treatise on the Most Modern Methods of Dressing Artificial Flies for Trout and Grayling with Full Illustrated Directions and Containing Ninety Hand-Coloured Engravings of the Most Killing Patterns Together with a Few Hints to Dry-Fly Fishermen.. London: Sampson, Low, Marston, Searle, and Rivington
- Ogden, James (1887). Ogden on Fly Tying, Etc. London: Sampson Low, Marston, Searle & Rivington
- Shipley, M.A. (1888). Artificial Flies and How To Tie Them. Philadelphia, PA: Press of Spangler and Davis
- Marbury, Mary Orvis (1892). Favorite Flies and Their Histories. Boston and New York: Houghton and Mifflin Company
- Hale, Captain John Henry (1892). How to Tie Salmon Flies. London: Samson, Low and Marston Company Ltd
- La Branche, George M. L. (1914). The Dry Fly and Fast Water. New York: Charles Scribner's and Sons
- Rhead, Louis (1916). American Trout Stream Insects-A Guide To Angling Flies and other Aquatic Insects Alluring to Trout. New York: Frederick A. Stokes Company Publishers
- McClelland, H. G. (1919). The Trout Fly Dresser's Cabinet of Devices or How To Tie Flies for Trout and Grayling Fishing. London: The Fishing Gazette
- Hills, John Waller (1921). A History of Fly Fishing for Trout. London: Phillp Allan & Co
- Skues, G.E.M. (1921). The Way of a Trout with the Fly: And some further studies in minor tactics. London: Adams and Charles Black
- Jennings, Preston J. (1935). A Book of Trout Flies. New York: Crown Publishers, Derrydale Press
- Brooks, Joe (1947). Bass Bug Fishing. South Brunswick, NJ: A. S. Barnes
- Leonard, J. Edson (1950). Flies-Their origin, natural history, tying, hooks, patterns and selections of dry and wet flies, nymphs, streamers, salmon flies for fresh and salt water in North America and the British Isles, including a Dictionary of 2200 Patterns. New York: A.S. Barnes and Company
- Schwiebert, Ernest G. Jr. (1955). Matching The Hatch-A Practical Guide to Imitation of Insects Found On Eastern and Western Trout Waters. Toronto, Canada: The MacMillan Company
- Bates, Joseph D. (1966). Streamer Fly Tying & Fishing. Harrisburg, PA: Stackpole Books
- Bates, Joseph D. (1970). Atlantic Salmon Flies and Fishing. Harrisburg, PA: Stackpole Books. ISBN 0811701808
- Richards, Carl; Swisher, Doug (1971). Selective Trout-A Dramatically New and Scientific Approach to Trout Fishing on Eastern and Western Rivers. New York: Crown Publishers
- Schwiebert, Ernest (1973). Nymphs-A Complete Guide to Naturals and Imitations. New York: Winchester Press. ISBN 0876910746
- Kreh, Lefty (1974). Fly Fishing in Saltwater. New York: Crown Publishers Inc
- Combs, Trey (1976). Steelhead Fly Fishing and Flies. Portland, Oregon: Frank Amato. ISBN 093660803X
- Kreh, Lefty (1992). Fly Fishing for Bonefish, Permit & Tarpon. Birmingham, Alabama: Odysseus Editions
- Reynolds, Barry; Berryman, John (1993). Pike on the Fly-The Fly Fishing Guide To Northerns, Tigers, and Muskies. Boulder, CO: Johnson Printing Company. ISBN 1555661130
- Kreh, Lefty (1993). Professionals' Favorite Flies-Volume 1-Dry Flies, Emergers, Nymphs & Terrestials. Birmingham, Alabama: Odysseus Editions
- Kreh, Lefty (1994). Professionals' Favorite Flies-Volume 2-Streamers, Poppers, Crustaceans and Saltwater Patterns. Birmingham, Alabama: Odysseus Editions
- Law, Glenn (1995). A Concise History of Fly Fishing. Birmingham, Alabama: Odysseus Editions
- Hughes, Dave (1995). Wet Flies: Tying and Fishing Soft-Hackles, Winged and Wingless Wets, and Fuzzy Nymphs. Mechanicsburg, PA: Stackpole Books. ISBN 0811718689
- Richards, Carl (1995). Prey: Designing and Tying New Imitations of Fresh and Saltwater Forage Foods. New York: Lyons and Burford Publishers. ISBN 1558213325
- Schullery, Paul (1996). American Fly Fishing-A History. Norwalk, CT: The Easton Press
- Reynolds, Barry; Befus, Brad; Berryman, John (1997). Carp on the Fly: A Flyfishing Guide. Spring Creek Press. ISBN 1555662072
- Schullery, Paul (1999). Royal Coachman-The Lore and Legends of Fly-Fishing. New York: Simon and Schuster. ISBN 0684842467
- Schullery, Paul (2006). The Rise-Streamside Observations on Trout, Flies and Fly Fishing. Mechanicsburg, PA: Stackpole Books. ISBN 9780811701822
- Johnson, Kirk Wallave (2018). The Feather Thief: Beauty, Obsession, and the Natural History Heist of the Century. New York: Viking. ISBN 9781101981610